# Atiyya ibn Sàlih
Àssad-ad-Dawla Atiyya ibn Sàlih ibn Mirdàs (àrab: عطية بن صالح بن مرداس, ʿAṭiyya ibn Ṣāliḥ ibn Mirdās), més conegut simplement com a Atiyya ibn Sàlih o com Àssad-ad-Dawla Atiyya fou emir mirdàsida d'Alep unes hores el 1060 i del 1062 al 1065 i emir mirdàsida de Rahba del 1060 al 1071.
A la mort del seu pare i primer emir, Sàlih ibn Mirdàs el 1029, el poder se'l van repartir els seus dos fills Nasr ibn Sàlih (que va governar a la ciutat d'Alep) i Thimal ibn Sàlih (que va governar a la ciutadella). Al cap de poc (la data exacta no es coneix del cert) Nasr es va apoderar de la ciutadella aprofitant una absència del seu germà Thimal i va esdevenir emir únic. El governador fatimita de Síria i Damasc Anushtegin al-Duzbari va derrotar i matar Nasr i va ocupar Alep el juny de 1038. El 1041 va esclatar un conflicte entre Anushtegin i el govern del Caire i el visir fatimita Abu-l-Qàssim Alí ibn Àhmad al-Jarjaraí va fer condemnar públicament al governador, que fou abandonat pel seu exèrcit i només li van quedar un grup de ghulams fidels amb els que es va haver de refugiar a Alep. El visir va demanar al mirdàsida Thimal ibn Sàlih d'atacar la ciutat però ja no va arribar a temps doncs Anushtegin va morir el gener del 1042 i després d'unes converses amb els caps de la ciutat el febrer Thimal i el seu cosí Mukallad entraven a la ciutat. Thimal va consolidar el seu poder amb una victòria el 1050 i va governar fins al 1057. El 1056 va cedir Rahba a al-Bassassirí que havia iniciat la lluita contra el sultà seljúcida Toghril Beg I en nom del califa fatimita; el 1057 Thimal va renunciar a Alep a canvi de Biblos, Acre i Beirut.
A la mort d'al-Bassassirí (15 de gener de 1060) el prestigi fatimita a Síria va quedar afectat i Asad al-Dawla Atiyya ibn Sàlih, el germà de Thimal, va aprofitar per apoderar-se de Rahba on va trobar el tresor i l'armament que estava preparat per una expedició a l'Iraq. Mentre els kilabites es posaven a les ordes de Mahmud ibn Nasr ibn Sàlih i del seu cosí Mani ibn Mukallad ibn Kamil per intentar recuperar Alep. Un primer atac va fracassar, però després van aconseguir el suport dels ahdath de la ciutat (la infanteria local) i encara que els notables i rics i els ashraf alides van romandre fidels als fatimites, el juliol de 1060 la ciutat obria les portes a Mahmud; el governador fatimita es va fer fort a la ciutadella i va demanar ajut al Caire que va enviar al seu governador a Damasc, Nasir al-Dawla Abu Ali al-Husayn ibn Abi Muhammad al-Hasan que va entrar a la ciutat on fou collit amb fredor. L'agost va enfrontar als kilabites a la rodalia de la ciutat i va patir una seriosa derrota a al-Funaydik; els seus aliats kalbites, tayyites i una fracció dels kilabites el van abandonar; en la retirada, sense aigua, fou fet presoner amb la major part dels seus oficials, pels kilabites i l'endemà Atiyya tornava a Alep on es proclamà emir, però només va governar unes hores doncs els fidels de Mahmud es van imposar l'endemà; deu dies després els darrers fatimites refugiats a la ciutadella, entregaven aquesta a Mahmud a canvi de sortida lliure. Atiyya mentre, es va fer independent a Rahba.
Thimal era llavors al Caire quan se li va comunicar que el seu nebot Mahmud havia ocupat Alep i que per tant havia de retornar les viles costaneres que se li havien cedit. Thimal va decidir marxar a Alep però Mahmud no va entregar fàcilment la ciutat; ho va haver de fer el 1061 quan els xeics kilabites van imposar un acord: Thimal recuperava Alep, i Mahmud tindria dret a una compensació en diners i espècies. L'abril de 1061 Thimal va entrar altre cop a Alep on es va reunir amb els numayrites i el mateix Mahmud que mercès al geni polític de la seva esposa Mania al-Sayyida al-Alawiyya, van esdevenir els seus aliats.
Entre 1061 i 1062 Thimal va lluitar contra els romans d'Orient que havien atacat algunes de les seves posicions a les muntanyes frontereres entre Antioquia i Alep. L'emir va morir el desembre de 1062 i va designar al seu germà Atiyya com a successor.
Mahmud va protestar, ja que es considerava amb millor dret, i va aconseguir el suport dels xeics i notables kilabites. El juliol de 1063 va esclatar la lluita entre Atiyya i el seu nebot Mahmud, i durant un temps la sort va afavorir ara l'un ara l'altra i el 1064 es va establir una treva segons la qual Atiyya conservava Alep i els territoris a l'est del principat de Rahba a Kinnasrin i Azaz; els territoris a l'oest quedaven per Mahmud.
Atiyya descontent amb aquesta partició va contractar un miler d'arquers turcmans que estaven al Diyar Bakr que anaven manats per Ibn Khan o Ibn Khakan, i que van ser els primers turcmans que van arribar a Síria (exclosos els que hi havien arribat com esclaus). Mahmud va haver d'acceptar una nova treva més desfavorable. Però la presència dels turcmans es va fer molesta pel mateix Atiyya, que va fer saquejar el seu campament pels ahdaths (soldats d'infanteria) alepins, morint alguns turcmans en la lluita i la resta es van dispersar; Ibn Khan amb la gent que li va quedar, es va posar al servei de Mahmud, i aquest va aconseguir una victòria a Mardj Dabik i després d'un setge de tres mesos va poder ocupar Alep l'agost del 1065. L'emirat va quedar de fet dividit en dues parts, una amb Alep, el jund de Kinnasrin i gran part del jund d'Homs, que dominava Mahmud, i una altra a l'est, cap a l'Eufrates, amb Rahba de capital, que va quedar per Atiyya. Aquesta divisió de fet no fou posada en qüestió després del 1065. El règim fatimita, debilitat per la fam que assolava llavors Egipte, no estava en condicions d'intervenir al nord de Síria i l'Imperi Romà d'Orient estava massa ocupat amb les incursions dels turcmans; en canvi el califa abbàssida havia recuperat influència sota la protecció dels sultans seljúcides (Alp Arslan havia succeït al seu oncle Tughril Beg el 1063).
El 1067/1068 els turcmans van devastar els territoris romans d'Orient entre Antioquia i l'Eufrates i 70.000 captius cristians foren posats a la venda als mercats d'Alep. El mateix any Mahmud, amb el suport d'Ibn Khan i els homes d'aquest, es va apoderar d'Hamat i Homs. Es va pensar en un atac a Rahba on governava Atiyya que mantenia una lleialtat teòrica amb els fatimites i al que aquests incitaven a fer la guerra contra Mahmud. El cadi Ibn Ammar de Trípoli volia reconciliar als dos emirs mirdàsides i fer reconèixer la partició de facto del 1065, i Attiya va fer un viatge a Homs o a Damasc i va reivindicar el domini d'Homs; aprofitant la seva absència, l'emir uqàylida de Mossul Muslim ibn Kuraysh es va apoderar de Rahba on Atiyya havia esdevingut impopular i es va tornar a llegir la khutba en nom del califa abbàssida (sota Atiyya es feia la khutba en nom del califa fatimita). Attiya es va refugiar a Antioquia de l'Orontes.
Mahmud va esdevenir vassall del sultà seljúcida a la primavera del 1071 i li fou encarregada l'expulsió dels fatimites de la Síria central; amb el seu exèrcit de kilabites, reforçat pels turcmans, es va apoderar de Baalbek, i es disposava a marxar contra Damasc quan va saber que el seu oncle Atiyya, que estava refugiat en territori romà d'Orient, havia sortit d'Antioquia i atacaba Ma'arrat Masrin, al sud-oest d'Alep. Mahmud va retornar a la seva capital i va reunir contingents turcmans per fer front a una imminent acció romana d'Orient, que va quedar en no res després de la gran victòria d'Alp Arslan a Mantziciert, l'agost del 1071.
Atiyya es va retirar amb els romans d'Orient i poc després moria a Constantinoble i Mahmud recuperava Rahba als uqàylides el 1073.